# Treasure EP.Extra: Shift the Map
TREASURE EP.EXTRA: Shift The Map – pierwszy japoński album studyjny południowokoreańskiej grupy Ateez, wydany 4 grudnia 2019 roku nakładem wytwórni Nippon Columbia. Został wydany w 3 edycjach: limitowanej CD+DVD (Type A), regularnej CD (Type Z) oraz edycji fanklubowej (ATINY edition). Album osiągnął 9 pozycję w rankingu Oricon i pozostał na liście przez 2 tygodnie, sprzedał się w nakładzie 13 113 egzemplarzy.
Wersja składająca się wyłącznie z remiksów i przearanżowanych utworów została wydana tego samego dnia w Korei wyłącznie w formacie cyfrowym.

## Lista utworów
| CD  | CD                                                   | CD      |
| Nr  | Tytuł utworu                                         | Długość |
| --- | ---------------------------------------------------- | ------- |
| 1.  | „Hearts Awakened, Live Alive” (Expression Revisited) | 0:31    |
| 2.  | „HALA HALA” (Traditional Treatment Mix)              | 3:22    |
| 3.  | „Pirate King” (Overload Mix)                         | 3:15    |
| 4.  | „Treasure” (Soothing Harmonies Mix)                  | 3:40    |
| 5.  | „UTOPIA” (Japanese Ver.)                             | 3:58    |
| 6.  | „Say My Name” (Flavor of Latin with Juwon Park)      | 3:41    |
| 7.  | „ILLUSION” (Chillin' With BUDDY Mix)                 | 3:35    |
| 8.  | „WAVE” (Ollounder's Bold Dynamics Mix)               | 2:45    |
| 9.  | „AURORA” (Japanese Ver.)                             | 3:28    |
| 10. | „Twilight” (Classic BUDDY Mix)                       | 3:43    |
| 11. | „Promise” (Notation from Senor Juwon Park)           | 3:25    |

| DVD | DVD                                                  | DVD     |
| Nr  | Tytuł utworu                                         | Długość |
| --- | ---------------------------------------------------- | ------- |
| 1.  | „UTOPIA” (Japanese Ver.) (Music Video＋Making Movie) |         |